# Feddet
Feddet är en halvö på Själland i Danmark.   Den ligger i Faxe kommun i Region Själland, i den sydöstra delen av landet, 70 km sydväst om Köpenhamn.